# ادوارد گوردین
ادوارد گوردین (انگلیسی: Edward Gourdin؛ ۱۰ اوت ۱۸۹۷ – July 22, 1966 (aged 68)) ورزشکار دو و میدانی اهل ایالات متحده آمریکا بود.
وی در مسابقات کشوری و بین‌المللی در مجموع برندهٔ ۱ مدال نقره شده‌است.